# Estaràs
Estaràs és un municipi de la comarca de la Segarra. La forma que pren el terme municipal permet dividir-lo en tres sectors. Al nord, el que formen Ferran, Malacara i Alta-riba; al centre, el poble d'Estaràs i Gàver; i al sud Vergós Guerrejat. La principal via de comunicació és la carretera N-141, que té un enllaç a l'eix transversal. Altres carreteres secundàries connecten les diferents entitats de població que conformen el municipi.

## Etimologia
L'origen del topònim podria venir del lexema estar- d'origen preromà, segons el DCVB, i el sufix -às, considerat majoritàriament també de la mateixa època. No obstant això, no es pot afirmar amb certesa.

## Geografia
- Llista de topònims d'Estaràs (Orografia: muntanyes, serres, collades, indrets..; hidrografia: rius, fonts...; edificis: cases, masies, esglésies, etc)

## Història
La primera referència històrica del municipi és Gàver, esmentat com un lloc fronterer l'any 1015. Vint anys més tard forma part de la marca del comtat de Berga juntament Portell i Gospí, als que s'hi afegeixen posteriorment Ferran i Malacara. Gàver, Estaràs i Alta-riba van pertànyer al bisbat de Vic mentre que la resta van dependre del bisbat d'Urgell i més tard del bisbat de Solsona. Amb la creació de les províncies l'any 1833, el municipi esdevé una de les fronteres provincials. És també al segle xix quan les diferents entitats de població s'uneixen en un sol municipi que pren el nom d'Estaràs.

## Demografia
| Entitat de població | Habitants (2024) |
| Ferran              | 53               |
| Gàver               | 31               |
| Vergós Guerrejat    | 30               |
| Estaràs             | 26               |
| Alta-riba           | 13               |
| Malacara            | 9                |
| Font: Idescat       |                  |

| 1497 f | 1515 f | 1553 f | 1717 | 1787 | 1857 | 1877 | 1887 | 1900 | 1910 |
| ------ | ------ | ------ | ---- | ---- | ---- | ---- | ---- | ---- | ---- |
| 33     | 31     | 35     | 201  | 164  | 587  | 485  | 560  | 468  | 459  |

| 1920 | 1930 | 1940 | 1950 | 1960 | 1970 | 1981 | 1990 | 1992 | 1994 |
| ---- | ---- | ---- | ---- | ---- | ---- | ---- | ---- | ---- | ---- |
| 449  | 494  | 424  | 404  | 337  | 231  | 225  | 191  | 164  | 164  |

| 1996 | 1998 | 2000 | 2002 | 2004 | 2006 | 2008 | 2010 | 2012 | 2014 |
| ---- | ---- | ---- | ---- | ---- | ---- | ---- | ---- | ---- | ---- |
| 165  | 179  | 187  | 193  | 186  | 184  | 178  | 177  | 168  | 176  |

| 2016 | 2018 | 2020 | 2022 | 2024 | 2026 | 2028 | 2030 | 2032 | 2034 |
| ---- | ---- | ---- | ---- | ---- | ---- | ---- | ---- | ---- | ---- |
| 163  | 160  | 156  | 169  | 162  | -    | -    | -    | -    | -    |

## Política
Independents de la Segarra, una candidatura municipal vinculada a Esquerra Republicana, ha guanyat les eleccions des del 1995, quan es presentà sota les sigles d'Agrupació d'Independents Progressistes i Nacionalistes, ostentant l'alcaldia des d'aleshores. L'actual alcalde n'és Jaume Trilla
Resultats electorals
| Composició del ple municipal |      |      |      |      |      |      |      |      |      |      |      |
| Partit                       | 1979 | 1983 | 1987 | 1991 | 1995 | 1999 | 2003 | 2007 | 2011 | 2015 | 2019 |
| AIPN/InSe/InSe-AM            |      |      |      |      | 5    | 5    | 5    | 5    | 5    | 5    | 2    |
| CiU/JxCat                    |      | 5    | 5    | 5    |      |      |      |      | 0    |      | 3    |
| PSC/IE-PM /IE-CP             |      |      |      |      |      |      |      | 0    | 0    | 0    | 0    |
| PP                           |      |      |      |      | 0    | 0    | 0    | 0    | 0    | 0    |      |
| AE - IND.                    | 5    |      |      |      |      |      |      |      |      |      |      |
| Total                        | 5    | 5    | 5    | 5    | 5    | 5    | 5    | 5    | 5    | 5    | 5    |

1. 1 2  Com a AIPN
2. 1 2  Com a InSe
3. 1 2 3  Com a InSe-AM
4. 1 2 3 4  Com a CiU
5. ↑  Com a Junts per Catalunya
6. ↑  Com a PSC
7. ↑  Com a IE-PM
8. 1 2  Com a IE-CP

## Llocs d'interès
El municipi compta amb cinc edificis declarats Bé Cultural d'Interès Nacional, tots ells castells:
- El Castell d'Alta-riba
- El Castell d'Estaràs
- El Castell de Ferran
- El Castell de Mejanell
- El Castell de Vergós Guerrejat

Béns Culturals d'Interès Nacional al municipi d'Estaràs
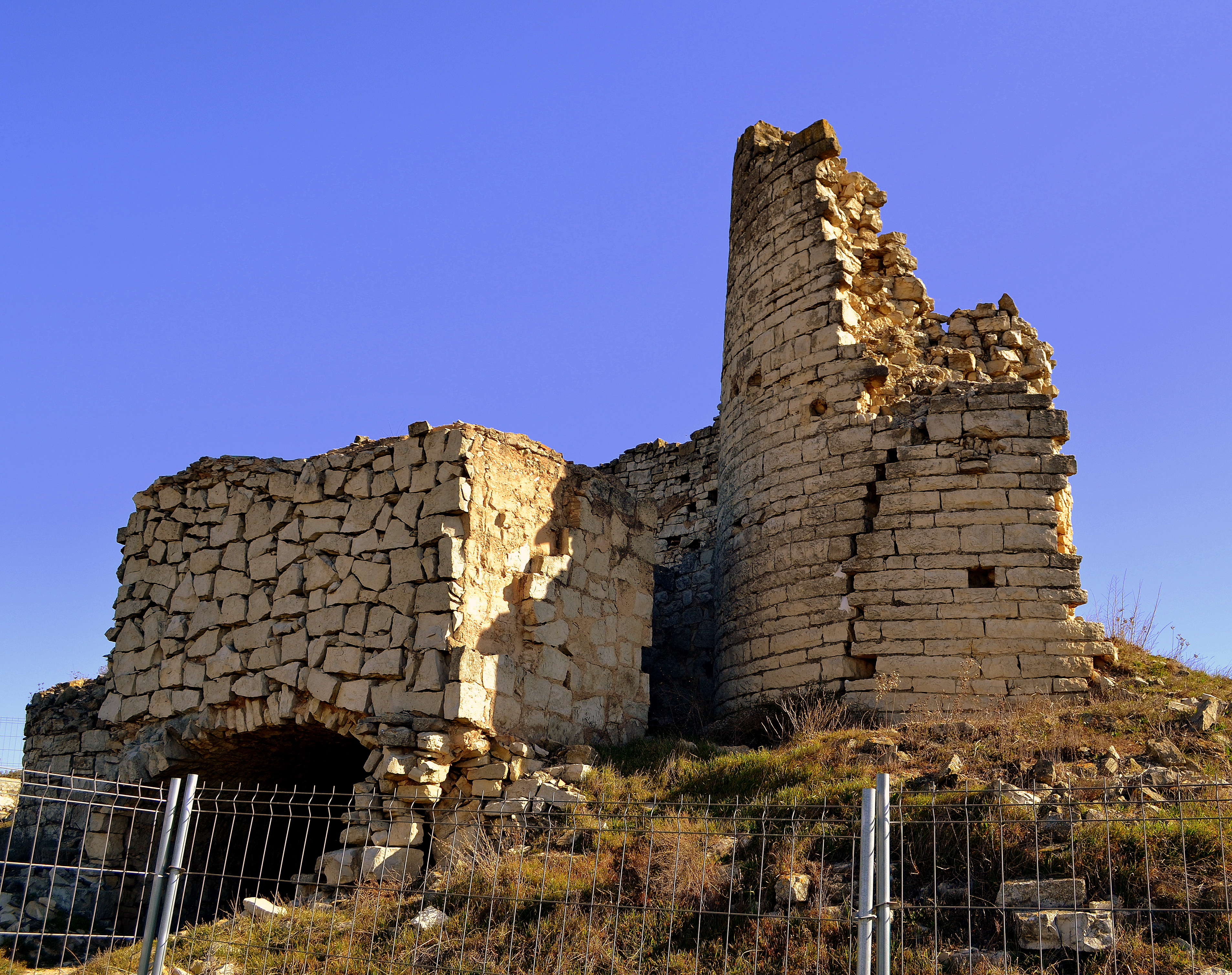
Castell d'Alta-riba
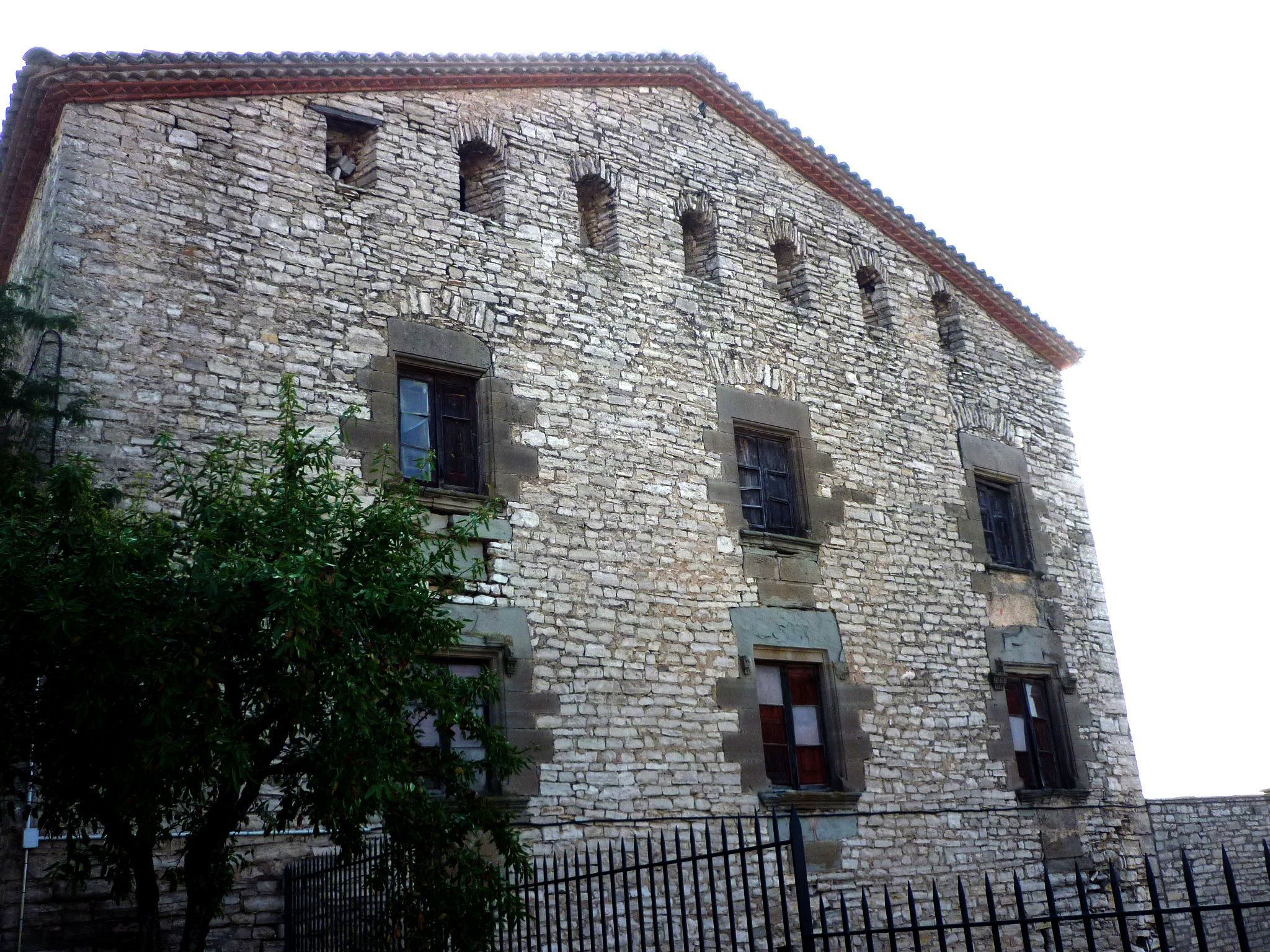
Castell d'Estaràs
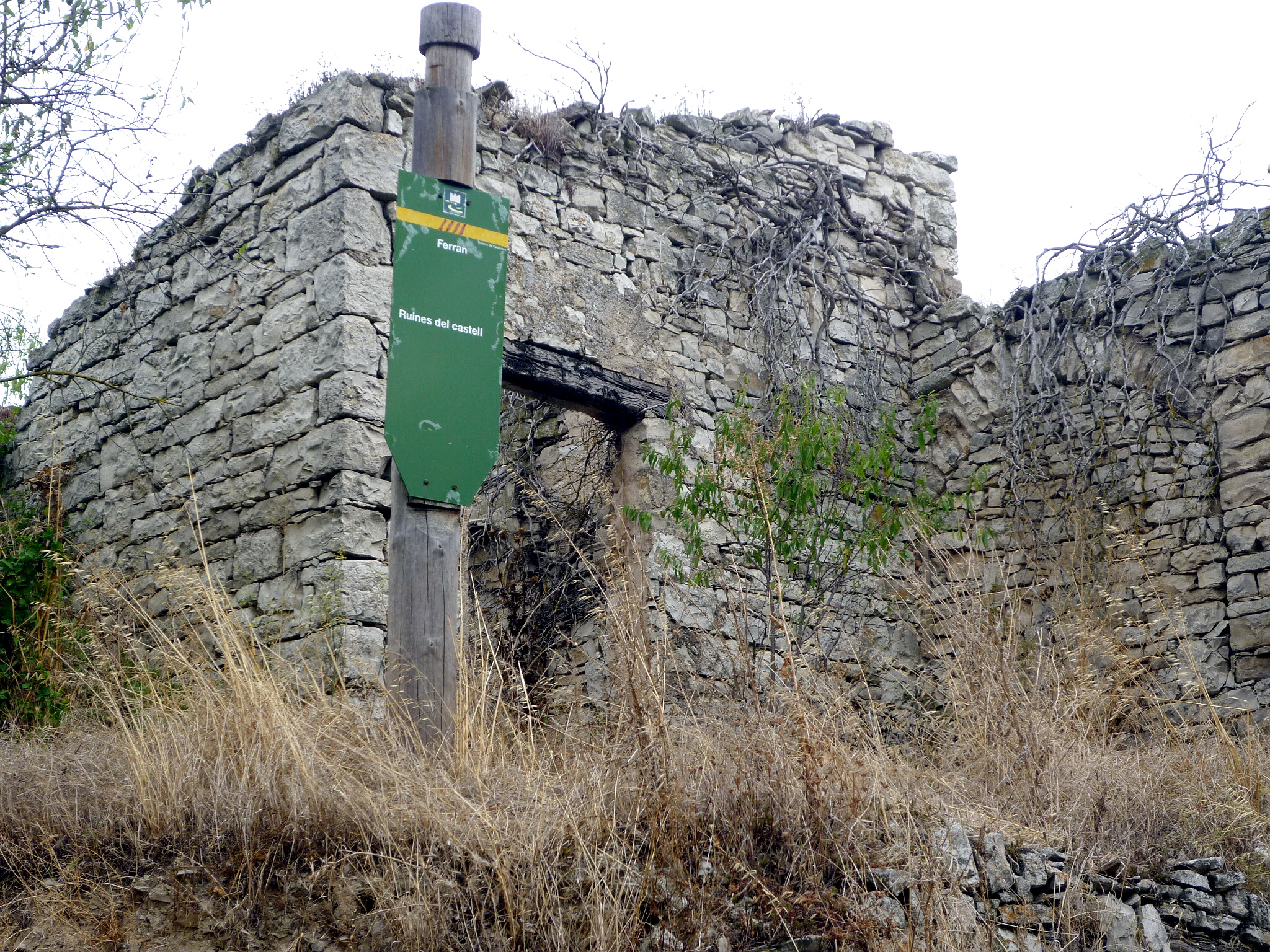
Castell de Ferran
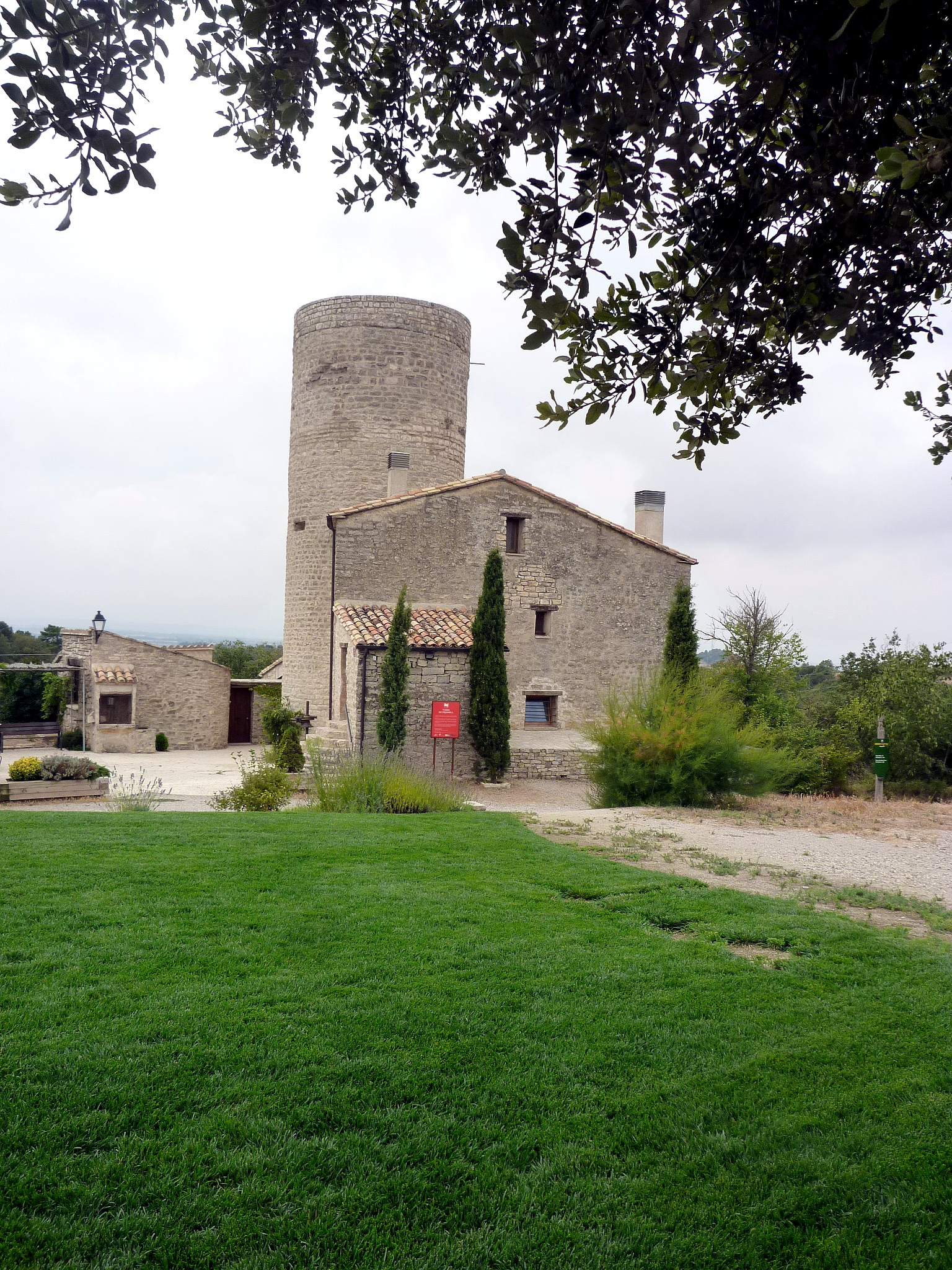
Castell de Mejanell
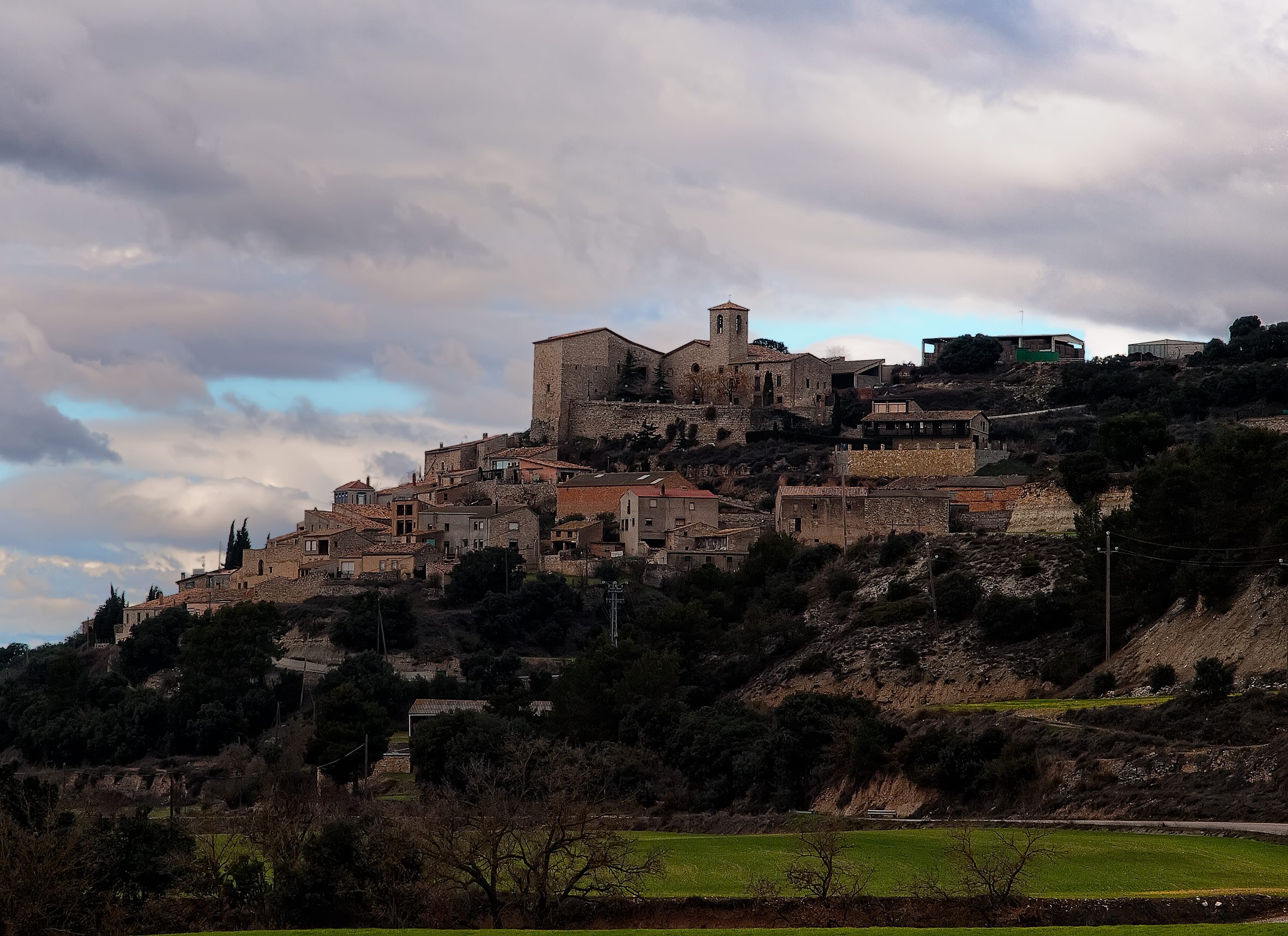
Castell de Vergós Guerrejat